# Astragalus taygeteus
Astragalus taygeteus — вид квіткових рослин з родини бобових (Fabaceae). Ареал охоплює такі країни: Греція (Пелопоннес, а точніше гора Тайгетос).

## Середовище
Висота проживання: 1600—2300 метрів. Вид росте на кам'янистих вапнякових схилах. Про загрози цьому виду відомо недостатньо. Оскільки його популяція обмежена відносно великими висотами на горі Тайгетос, де мало людської діяльності, підозрюється, що значних загроз для виду немає.

## Використання
Особини цього виду можуть бути зібрані для дослідницьких цілей або для пересадки в ботанічних садах (живі або мертві екземпляри, зібрані ботаніками). Також можливо, що особини цього виду збирають колекціонери або туристи (для особистого задоволення).